# 东富镇 (绥化市)
东富镇，是中华人民共和国黑龙江省绥化市北林区下辖的一个镇。
2014年2月27日，黑龙江省民政厅批复同意撤销东富乡，设立东富镇。

## 行政区划
东富镇下辖以下地区：
腰房村、建设村、太阳升村、万合村、利农村和东富村。